# Сойер, Ферди Сабит
Ферди Сабит Сойер (тур. Ferdi Sabit Soyer; род. 5 марта 1952, Никосия) — премьер-министр самопровозглашённой Турецкой республики Северного Кипра с 26 апреля 2005 по 5 мая 2009 года.
В 1985—1990 годах и с 1993 года — член парламента страны. После избрания предыдущего премьер-министра Мехмеда Али Талата на пост президента страны стал новым премьер-министром и 21 мая 2005 года был избран новым председателем правящей Турецкой Республиканской партии.
19 апреля 2009 года состоялись очередные парламентские выборы, на которых победу одержала консервативная оппозиционная Партия национального единства (UBP, лидер — Дервиш Эроглу), получившая более 44 процентов голосов. Турецкая Республиканская партия (СТР) набрала около 30 процентов. Демократическая партия (DP) получила чуть более 10 процентов голосов, а две более мелкие левые партии поделили между собой оставшиеся голоса. Дервиш Эроглу сменил Ферди Сабита на посту премьер-министра после утверждения его кандидатуры президентом республики.